# Renata Schmutz
Pour les articles homonymes, voir Schmutz (homonymie).
Renata Lucia Schmutz est une joueuse brésilienne de volley-ball née le 27 juin 1978 à Belo Horizonte. Elle mesure 1,89 m et joue au poste de réceptionneuse-attaquante.

## Clubs
| Club                  | De        | À         |
| --------------------- | --------- | --------- |
| Minas Tênis Clube     | 1997-1998 | 1999-2000 |
| Sao Caetano           | 2001-2002 | 2001-2002 |
| Univille SC           | 2003-2004 | 2003-2004 |
| Aris Salonique        | 2004-2005 | 2004-2005 |
| Smaesch Pfeffingen    | 2005-2006 | 2008-2009 |
| TSV Düdingen          | 2009-2010 | 2010-2011 |
| Katrineholms VK       | 2011-2012 | 2011-2012 |
| Club Voleibol Murillo | 2012-2013 | 2012-2013 |
| Ereğli Belediye       | oct 2013  | nov 2013  |
| AO Markopoulo         | 2014-2015 | 2014-2015 |
| VBC Cheseaux          | 2016-2017 | 2016-2017 |
| Volley Köniz          | 2017-2018 | 2017-2018 |
| VBC Val-de-Travers    | 2018-2019 | 2018-2019 |
| BTV Aarau Volleyball  | 2019-2020 | 2019-2020 |
| VBC Gerlafingen       | 2020-2021 | …         |

## Palmarès
- Championnat d'Espagne
  - Finaliste : 2013.